# 臨哈線
臨哈線 (りんはせん、中文表記: 临哈铁路) とは中国内モンゴル自治区の臨河駅と新疆ウイグル自治区のハミ駅を結ぶ全長1,390kmの鉄道路線。途中で天鵝湖西駅・策克駅間の支線（天策線）を含む。単線・非電化。
臨哈線のうち、臨河・エジン間および天策支線 768kmは臨策線（りんさくせん、中文表記: 临策铁路）、ハミ・エジン間649kmは額哈線（がくはせん、中文表記: 额哈铁路）と呼ばれる。

## 概要
臨哈線の大部分はゴビ砂漠を通過する。
臨哈線は主に、モンゴルのナリンスハイ炭鉱（中文表記: 那林苏海特煤田）で産出され、中国・モンゴル国境の策克・シベウレン（中文表記: 西伯库伦）までトラックで運ばれる石炭を、鉄道で中国国内へ輸送する路線である。
フフホト～エジン間は、旅客列車・観光列車が往復する。
また、包頭西～ハミ東間は、毎日2往復の貨物列車が運行する。
エジン～ハミ東間は、旅客列車は運行されない。

## 歴史
- 2008年、臨河～策克/エジン間、着工
- 2010年5月9日、臨河～策克/エジン間開通（臨策線）。
- 2014年6月30日、エジン～ハミ東間、着工。
- 2015年12月1日、エジン～ハミ東間、開通（額哈線）。